# Cudowne dziecko (film 2007)
Cudowne dziecko (ang. August Rush) – amerykański dramat z 2007 roku, w reżyserii Kirsten Sheridan.

## Fabuła
Evan jest 11-letnim chłopcem posiadającym niezwykły dar, słyszy wszędzie muzykę. Chłopiec mieszka w domu dziecka, do którego został oddany zaraz po porodzie. Wierzy on w magiczną moc muzyki. Rówieśnicy śmieją się z niego, lecz to nie zniechęca go do realizacji swego głównego celu – chce on odnaleźć swoich rodziców.
Pewnego dnia Evan ucieka z przytułku – instynkt prowadzi go do Nowego Jorku. Właśnie tam rodzice chłopca (Lyla i Louis) spotkali się dawno temu, spędzili razem tylko jedną noc, podczas której Evan został poczęty. Potem zostali rozdzieleni, matka chłopca będąc w ciąży uległa wypadkowi, była operowana i przez 10 lat nie miała świadomości, że jej syn żyje. Dzięki determinacji Evana i magicznej mocy muzyki przez niego tworzonej, rodzina ma szansę połączyć się ponownie.

## Obsada aktorska
- Freddie Highmore – Evan Taylor (August Rush)
- Keri Russell – Lyla Novacek
- Jonathan Rhys-Meyers – Louis Connelly
- Robin Williams – Czarnoksiężnik
- Terrence Howard – Richard Jeffries
- William Sadler – Thomas
- Jamia Simone Nash – Hope
- Dominic Colón – policjant
- Becki Newton – Jenny
- Tyler McGuckin – Peter
- Alex O’Loughlin – Marshall
- Aaron Staton – Nick
- Robert Aberdeen – biznesmen
- Sherman Alpert – uczestnik koncertu
- Chenoa Andon – gość opery
- Leon G. Thomas III – Arthur

## Nagrody i nominacje
Oscary za rok 2007
- Najlepsza piosenka – Jamal Joseph, Charles Mack, Tevin Thomas – „Raise It Up” (nominacja)

Nagrody Saturn 2007
- Najlepszy młody aktor/aktorka – Freddie Highmore
- Najlepsza muzyka – Mark Mancina (nominacja)